# Maud Arncliffe Sennett
Pour les articles homonymes, voir Sennett.
(Alice) Maud Arncliffe Sennett (4 février 1862 — 15 septembre 1936) est une actrice et suffragette britannique.

## Biographie
Sennett naît à Londres, fille d'Aurelia Williams et de Gaudente Sparagnapane, confiseur en gros d'origine italienne. Sa famille possède une entreprise de papillotes de Noël et de confiserie. Sa sœur, Florence Gertrude de Fonblanque (en), est également suffragiste. Sennet devient actrice sous le nom de scène de Mary Kingsley, et interprète notamment le rôle de Lady Macbeth. George Hyde Pownall a réalisé un portrait d'elle, conservé au Swan Theatre à Stratford-upon-Avon. Sa carrière d'actrice comprenait des tournées en Grande-Bretagne et elle a également passé un an en Australie.

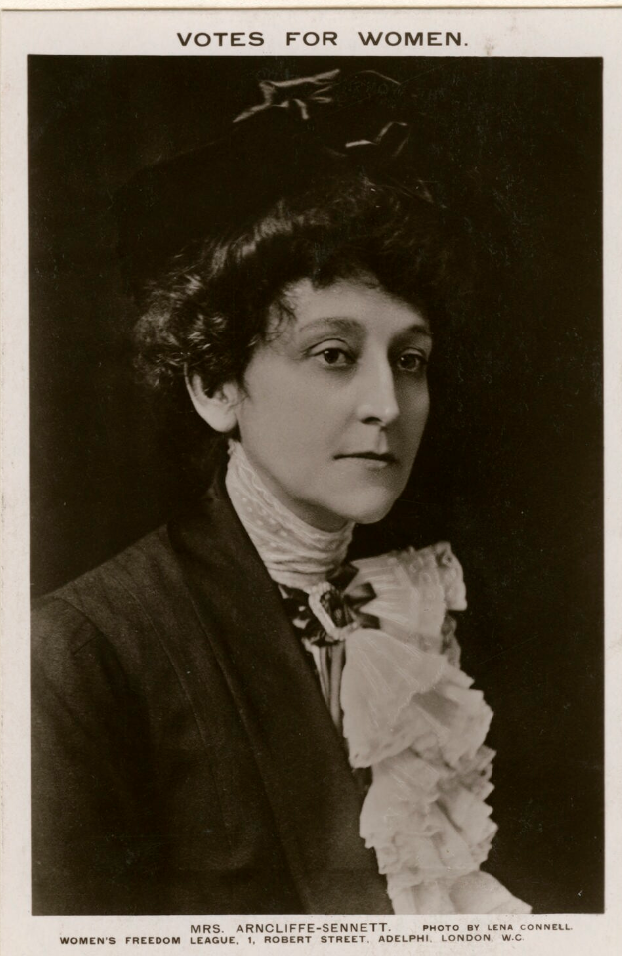
Photo prise par Lena Connell en 1908

Maud se marie en 1898 avec Henry Robert Arncliffe Sennett, qui est également acteur, puis le couple délaisse la carrière théâtrale et reprend l'entreprise familiale de confiserie.
En 1906, Sennett lit une lettre de Millicent Fawcett publiée par le Times et rejoint la London Society for Women's Suffrage qui co-organise la Mud March de février 1907, et sa société fournit 7 000 rosettes rouges et blanches. Elle participe aux activités de la Women's Social and Political Union à Hampstead, dont elle démissionne dès 1908. Elle rejoint la Women's Freedom League et devient membre de son comité exécutif, avant d'en démissionner en 1910. Elle participe également à la Actresses' Franchise League jusqu'en 1913. Elle rejoint ensuite les United Suffragists, dont elle est vice-présidente en 1914.
Sennett organise des événements en faveur du droit de vote des femmes et demande qu'un courrier d'elle soit publié. Elle adresse un courrier pour rectifier un rapport de presse sur un incident survenu lors d'une réunion à Leamington où elle critiquait la présidente de la Women's National Anti-Suffrage League, Lady Jersey. Enfin, elle s'élève contre l'alimentation forcée de suffragettes en grève de la faim, notamment Ada Wright dans une lettre adressée au Daily Herald.
En 1910 elle s'insurge contre le fait qu'elle paye des impôts tandis que le droit de vote lui est dénié.
Sa sœur, Florence Gertrude de Fonblanque organise une marche d’Édimbourg à Londres. Un groupe de six femmes y participent, mais en voyageant depuis l'Écosse jusqu'à Londres, elles ont rassemblé d'autres femmes et rencontré un grand intérêt médiatique. Sennett organise une réception pour l'arrivée des marcheuses, avec le soutien de la National Political League de Mary Adelaide Broadhurst et Margaret Milne Farquharson.
En 1910, Sennet conduit une délégation à Downing Street, demandant sans succès à être reçue par Herbert Asquith et David Lloyd George en lien avec les incidents du Vendredi noir. En 1911, Sennett brise des fenêtres des bureaux du Daily Mail, et elle est emprisonnée à la prison de Holloway puis elle est relâchée lorsque le Daily Mail paye l'amende. En 1913, elle participe à la fondation de la Northern Men's League for Women's Suffrage (en) (NMLFWS) après la mort d' . Elle assiste aux funérailles d'Emily Davison au nom de l'Actresses Franchise League.
La Women's Freedom League entre en conflit avec la stratégie prônée par Emmeline et Christabel Pankhurst lorsque la Première Guerre mondiale commence en 1914, et Sennett s'oppose à leur approche.
Elle est présidente de la Northern Men's League for Women's Suffrage qui continue ses activités jusqu'en 1919.
Après la guerre, Sennett s'investit dans la cause des droits des animaux, fondant et dirigeant la société contre la vivisection de Midhurst et Haslemere. Elle meurt de la tuberculose à son domicile de Midhurst, dans le Sussex, le 15 septembre 1936.

## Postérité
Son mari fait publier son autobiographie The Child à titre posthume en 1938. Son « scrapbook », constitué durant ses années de militantisme, est conservé à la British Library.

## Publications
- Manifesto on Venereal Disease (1916)
- The Child (1938)